# Anta da Pedra de Anta
A Anta da Pedra de Anta ou Casal da Pedra de Anta é um monumento megalítico situado na freguesia de Malhada Sorda, município de Almeida, distrito da Guarda.
Este património arqueológico está classificado como Sítio de Interesse Público desde 2015.

## Descrição
Situa-se  2,5 km a sudoeste de Malhada Sorda. É uma construção destinada a túmulo coletivo, de grupos já socialmente estruturados.
Erigido durante o período Neo-calcolítico desta região atualmente portuguesa, sobranceiro à Ribeira de Tourões, o exemplar megalítico designado por Anta da Pedra de Anta de Malhada Sorda ostenta três dos esteios graníticos, com altura máxima de aproximadamente dois metros e meio, que comporiam na origem a câmara funerária, todos aparentemente in situ, assim como a primitiva laje de cobertura - ou "chapéu".
Não foram identificados até ao momento vestígios da existência de corredor, e escassos atribuíveis à mamoa que após a sua construção cobriria todo o monumento. É possível que esta ausência decorresse da exploração do volfrâmio, em tempos levada a cabo na zona. Parece que alguns esteios arrolados do complexo megalítico foram empregues na construção de três habitações (hoje abandonadas) situadas na imediação do monumento, devido à sua similaridade, tanto em tamanho, como em forma.
A maior singularidade deste sítio reside na existência de motivos gravados na superfície da parte superior direita de um dos esteios, onde predominam os elementos reticulados e alguns círculos. No entanto, por não ser comum decorar-se exteriormente os monumentos funerários megalíticos, questiona-se a sua contemporaneidade relativamente a todo o conjunto.
Apesar de, a 23 de março de 2000, ter sido publicado o diploma de homologação da classificação da anta como Imóvel de Interesse Público, por Despacho da Secretária de Estado da Cultura, esta só foi tornada efetiva a 8 de outubro de 2015, por Portaria.

## Lenda da Pedra da Anta
Contam os residentes que, em tempos remotos, levavam os seus familiares idosos, quando anteviam a sua morte, por entre os caminhos que envolviam a atual aldeia de Malhada Sorda. Durante o percurso, os anciãos iam contando a sua história de vida às pessoas que por ali iam passando. Ao morrerem eram levadas para a Pedra de Anta.
Uma vez, quando um filho se aprestava para levar o pai para um caminho, de modo a cumprir com a tradição, envolveu-o numa manta. Este, sabendo o que o esperava, rasgou a manta e deu metade ao filho, recomendando-lhe que a guardasse, uma vez que um dia lhe iriam fazer o mesmo. O filho, arrependido, já não levou o seu pai a percorrer aqueles caminhos antes da morte, acabando este hábito.